# Hendibilidad
La hendibilidad es la propiedad que presentan las maderas, que mide la resistencia de poder romperse y aumentar su altura a lo largo de las fibras, por separación de éstas, mediante un esfuerzo de tracción en dirección perpendicular a los anillos.
Esta cualidad interesa cuando se trata de hacer leña, en cambio es perjudicial cuando la pieza ha de unirse por clavos o tornillos a otras adyacentes.
- Datos: Q5894345